# Сельтер, Карл
Карл Се́льтер (эст. Karl Selter; 24 июня 1898, Коэру, Эстляндская губерния, Российская империя — 31 января 1958, Женева, Швейцария) — эстонский государственный деятель, министр экономики (1933—1938), министр иностранных дел (1938—1939), подписавший судьбоносные для Эстонии договоры: пакт о ненападении с Германией (июнь 1939) и договор о взаимопомощи с СССР (октябрь 1939).

## Биография
Окончил юридический факультет Тартуского университета в 1925 году, с 1922 года начал работать в Министерстве обороны Эстонии.
В 1933 году назначен министром торговли. При его участии в 1934 году был подписан договор о торговле с СССР. С 8 мая 1938 года министр иностранных дел.
После захвата Германией Мемельского края Литвы 28 апреля 1939 года Германия предложила заключить договоры о ненападении Эстонии, Латвии, Финляндии, Дании, Норвегии и Швеции, от которого Швеция, Норвегия и Финляндия отказались. Карл Сельтер возглавил делегацию по переговорам о заключении Договора о ненападении между Германией и Эстонией, в котором был обозначен фактический протекторат Германии над Эстонией, а в секретной клаузуле было оговорено обязательство содействовать Германии на основе признания, что «опасность нападения существовала только со стороны Советской России и что здравомыслящая реализация политики нейтралитета требует развертывания всех оборонительных сил против этой опасности». Германия обязывалась оказывать помощь союзникам «в той мере, насколько они сами не в состоянии это сделать», что по сути являлось скрытым военным протекторатом.
Одновременно Сельтер руководил эстонской делегацией по торговому договору с Советским Союзом. Накануне их очередного раунда произошел инцидент с польской подводной лодкой «Орёл», которая была интернирована в порту Таллина накануне нападения СССР на Польшу. После вторжения Советского Союза в Западную Белоруссию и Западную Украину польская подлодка смогла покинуть порт Таллина и уйти в Англию.
24 сентября 1939 года Сельтер прибыл в Москву по приглашению правительства Союза ССР. Вечером его принял в Кремле председатель Совета Народных Комиссаров и народный комиссар по иностранным делам В.Молотов. Отметив, что новое соглашение о торговле готово, он указал, что политические отношения между Советским Союзом и Эстонией неудовлетворительны. «Побег интернированной польской подводной лодки из Таллинна показывает, что правительство Эстонии или не хочет, или не может поддерживать порядок в своей стране и тем самым ставит под угрозу безопасность Советского Союза, — указал Молотов. — Подводная лодка была отремонтирована в Таллинне, снабжена топливом, ей были оставлены 6 торпед и дана возможность уйти. Советский Союз, у которого на Балтийском море значительные интересы: большой порт в Ленинграде, большие военные и торговые флоты, ничем не защищен от подобных неожиданностей и в будущем. Необходимо дать Советскому Союзу действенные гарантии для укрепления его безопасности… и заключить военный союз или договор о взаимной помощи, который вместе с тем обеспечивал бы Советскому Союзу права иметь на территории Эстонии опорные пункты или базы для флота и авиации».
Сельтер отбыл для переговоров с президентом и парламентом в Таллин, после чего 26 сентября договор с СССР был подписан, а в октябре 1939 года ратифицирован. 
На следующий день после подписания, 27 сентября, Сельтер продолжил переговоры, уже о численности контингента советских войск в Эстонии. Молотов определил его численность в 35 000 человек, а после возражений Сельтера присутствующий на переговорах И. В. Сталин назвал 25 000 военнослужащих минимально необходимыми с таким аргументом: «Не должно быть слишком мало войск — [иначе вы их] окружите и уничтожите». В ответ Сельтер заявил Сталину: «Это оскорбительно. Мы заключаем союзный договор, а вы говорите так, будто мы злейшие враги…». В итоге 28 сентября Пакт о взаимопомощи между СССР и Эстонской Республикой с Конфиденциальным протоколом к нему были подписаны, при этом численность советского контингента определена в 25 000 военнослужащих.
4 октября правительство подало в отставку, а вместе с отказом от поста министра Сельтер сложил и депутатский мандат, став послом Эстонии в Швейцарии, Италии и Ватикане, а также постоянным представителем в Лиге Наций.
После присоединения Эстонии к СССР остался в Швейцарии. 
В 1952 году стал послом Эстонской республики в ФРГ, которая не признавала включение Прибалтики в состав СССР.